# Толстой, Сергей Иванович
Серге́й Ива́нович Толсто́й (1838—1897) — генерал-лейтенант из осташковской ветви рода Толстых, в 1879—1884 гг. Плоцкий губернатор.

## Биография
Сын сенатора Ивана Николаевича Толстого и княжны Елены Алексеевны Щербатовой, родился 12 (24) марта 1838 года.
Образование получил в Пажеском корпусе, из которого выпущен 6 июня 1857 года прапорщиком в лейб-гвардии 1-й стрелковый батальон. В 1858 году назначен батальонным адъютантом и 12 апреля 1859 года произведён в подпоручики, a 17 апреля 1862 года — в поручики. 29 апреля того же года назначен старшим адъютантом при дежурном генерале Главного Штаба.
В 1863 году Толстой был командирован в качестве адъютанта генерала от инфантерии Липранди для осмотра войск Виленского военного округа и принимал участие в подавлении восстания поляков в северо-западных губерниях. В начале 1864 года Толстой был переведён в лейб-гвардии Гусарский полк и в том же году он по-прежнему состоял при генерале Липранди, которого сопровождал при инспектировании войск Одесского военного округа; 19 апреля произведён в штабс-ротмистры. В 1865 году состоял при Австрийской военной депутации, прибывшей на погребение наследника цесаревича Николая Александровича.
27 марта 1866 года Толстой был произведён, за отличие по службе, в ротмистры, с оставлением в должности; 28 апреля 1867 года назначен чиновником VII класса для особых поручений при начальнике Главного Штаба. В 1868 году он был командирован в Одесский военный округ для проверки во всех отношениях исполнительных распоряжений по сформированию 2-й рабочей бригады для постройки железных дорог и за успешное исполнение этого поручения награждён орденом св. Станислава 2-й степени.
20 апреля 1869 года Толстой был произведён в полковники, с оставлением в должности, и в этом же году, за составление «Ежегодника Русской армии», награждён, вне правил, орденом св. Владимира 4-й степени. В 1872 году он был командирован депутатом от военного министерства по поводу пререканий между военным и гражданским начальством Тверской губернии по отводу для кавалерийских частей пастбищных мест. С 29 октября 1872 года по 1 января 1878 года Толстой исправлял должность начальника VI отделения Главного Штаба. Во время русско-турецкой войны 1877—1878 годов он временно исполнял должность помощника начальника Главного Штаба.
В 1878 году причислен к Министерству внутренних дел и 30 августа того же года произведён в генерал-майоры, a 23 февраля следующего года назначен Плоцким губернатором. В 1882 году он удостоился изъявления Высочайшей Её Величества благодарности за содействие к открытию в Плоцке отдела Общества спасения на водах; 29 апреля 1884 года назначен Варшавским обер-полициймейстером и уже в том же году удостоился изъявления Высочайшей благодарности за примерный порядок в Варшаве, во время пребывания там Его Величества.
13 февраля 1888 года Толстой по прошению уволен от должности, с причислением к Министерству внутренних дел. В 1889 году он был командирован в распоряжение временного одесского генерал-губернатора, причём временно исправлял должность одесского градоначальника.
2 апреля 1892 года Толстой был назначен членом Совета министра внутренних дел, a 30 августа того же года произведён в генерал-лейтенанты, с оставлением в должности. В 1893 году Толстой исправлял должность товарища министра внутренних дел во время отсутствия тайного советника Плеве; в 1893—1894 годах ему было поручено руководство по приёму закупленного по распоряжению правительства хлеба для населения пострадавших от неурожая губерний Тульской, Воронежской, Курской и Орловской. В 1894 году Толстой был назначен председателем Высочайше утверждённой комиссии по обревизованию делопроизводства и счетоводства Киевского приказа общественного призрения.
Скончался 23 декабря 1897 (4 января 1898) года в Санкт-Петербурге, похоронен на Никольском кладбище Александро-Невской лавры.

## Семья
Жена (c 30 апреля 1861 года) — Мария Степановна Толстая (урожд. Сафонова; 1842—1927), дочь сенатора С. В. Сафонова.  Мария Степановна Толстая  принимала активное участие в работе различных благотворительных учреждений Петербурга: приютов, обществ глухонемых, была помощницей председательницы Петербургского дамского благотворительного тюремного комитета.  В 1919 году она вместе с невесткой — Зинаидой Сергеевной (урожд. Бехтеевой, женой сына — Петра Сергеевича) и внуками эмигрировала во Францию. 
Дети: 
- Иван (ум. в детстве, в 1884 г.)
- Петр (1876—1918, Одесса). Жена (с 1900 г.) — Зинаида Сергеевна Бехтеева (1880— 1961, Бухарест), дочь тайного советника, члена Государственного совета и чиновника министерства земледелия, елецкого уездного предводителя дворянства С.С.Бехтеева.  Зинаида Сергеевна была близка к императрице Александре Федоровне, вместе с ней и дочерьми императрицы как сестра милосердия помогала раненым в госпиталях Царского Села и вплоть до расстрела императорской семьи состояла с ней в переписке. 
  - Дети Петра Сергеевича Толстого:  Наталия Петровна Толстая (1901— 1981) и Сергей Петрович Толстой (1904—1999).
- Мария (1862—1940, Москва). Муж (с 1911 г.) — Сергей Николаевич Ребиндер (1883—после 1944, СССР).
- Степанида (1863—1922, Сибиу, Румыния). Муж  (с 1895 г.) — Александр Владимирович Болотов (1866—1938, гора Афон), в 1905—1909 гг. был губернатором Пермской губернии; после 1917 г. — семья Болотовых в эмиграции.  А.В.Болотов в «русском» монастыре Святого Пантелеймона на горе Афон принял монашеский постриг под именем Амвросий[3]. Детей не было.
- Елизавета Сергеевна (1867—1945, Бухарест). С 1907 года замужем за бароном Николаем Эдуардовичем Штейгером (1865 — 1941, Бухарест), братом С.Э.Штейгера.
- Людмила (1872—1948). 1-й брак — Владимир Николаевич Долганов, врач-офтальмолог, доктор медицины, профессор. 2-й брак (с 1915 года) — Алексей Владимирович Лотин (1872–1949), доктор медицины, профессор, действительный статский советник.
  - Дочь Людмилы Сергеевны — Татьяна Владимировна Долганова (1897—1973, Париж), ее муж — Кирилл Юрьевич Печковский (1892—1945, Париж) 
    - Внучка  Людмилы Сергеевны —  Ирина Кирилловна Печковская (1916—2001) — жена (с 1932 года) своего двоюродного дяди — Сергея Петровича Толстого (1904—1999), сына Петра Сергеевича Толстого и Зинаиды Сергеевны Бехтеевой.

## Награды
Среди прочих наград Толстой имел ордена:
- Орден Святого Станислава 3-й степени (1864)
- Орден Святого Станислава 2-й степени (1868), императорская корона к ордену (1871)
- Орден Святого Владимира 4-й степени (1869)
- Орден Святой Анны 2-й степени (1872)
- Орден Святого Владимира 3-й степени (1874)
- Орден Святого Станислава 1-й степени (1881)
- Орден Святой Анны 1-й степени (1884)
- Орден Святого Владимира 2-й степени (1887)
- Орден Белого орла (14 мая 1896)

Иностранные:
- Австрийский орден Железной короны 3-й степени (1865)
- Командорский крест австрийского ордена Франца Иосифа (1874)
- Большой крест австрийского ордена Франца Иосифа (1885)
- Черногорский орден князя Даниила I 1-й степени (1886)
- Японский орден Восходящего солнца 1-й степени (1888)